# Список птахів Домініканської Республіки

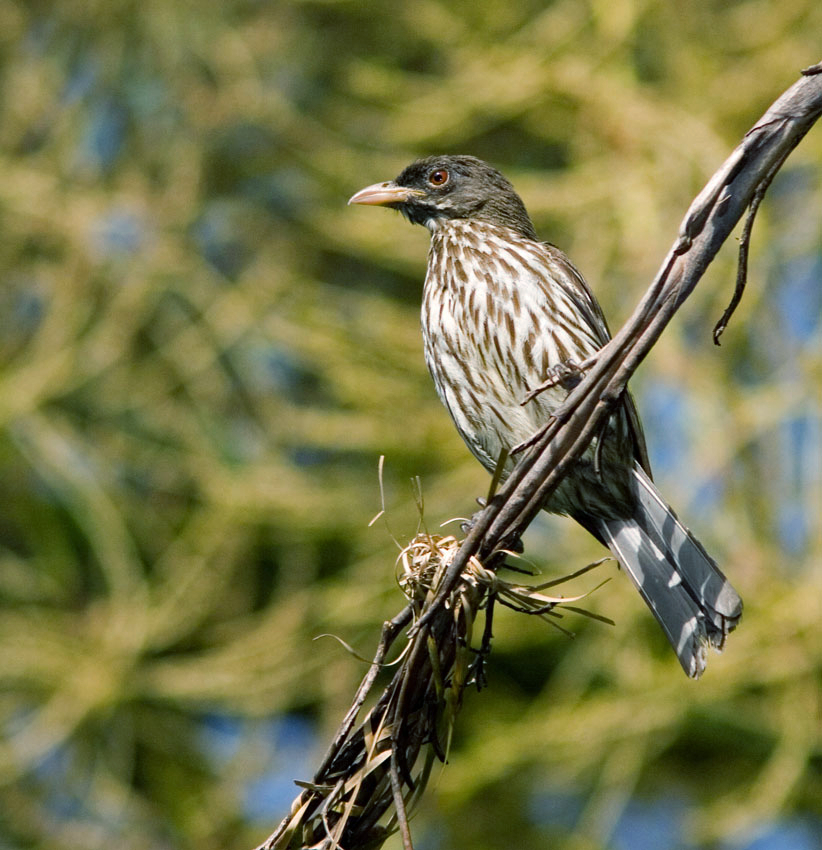
Пальмовик (Dulus dominicus) є національним птахом Домініканської Республіки

Це перелік видів птахів, зафіксованих на території Домініканської Республіки. Авіфауна Домініканської Республіки налічує загалом 321 вид, з яких 14 були інтродуковані людьми, 81 вид вважається рідкісним. Один вид є ендеміком країни, а ще 28 є ендеміками острова Гаїті, який Домініканська Республіка поділяє з країною Гаїті. Один вид вимер..

## Позначки
Наступні теги використані для виділення деяких категорій птахів.
- (А) Випадковий — вид, який рідко або випадково трапляється в Домініканській Республіці
- (E-DR) Ендемічий — вид, який є ендеміком Домініканської Республіки
- (E-H) Ендемічий — вид, який є ендеміком острова Гаїті
- (I) Інтродукований — вид, завезений як наслідок прямих чи непрямих людських дій

## Гусеподібні(Anseriformes)
Родина: Качкові (Anatidae)
- Свистач білоголовий, Dendrocygna viduata (A)
- Свистач червонодзьобий, Dendrocygna autumnalis (A)
- Свистач кубинський, Dendrocygna arborea
- Свистач рудий, Dendrocygna bicolor
- Казарка канадська, Branta canadensis (A)
- Каргарка гриваста, Neochen jubata (A)
- Качка мускусна, Cairina moschata (A)
- Каролінка, Aix sponsa (A)
- Чирянка блакитнокрила, Spatula discors
- Широконіска північна, Spatula clypeata
- Нерозень, Mareca strepera (A)
- Свищ євразійський, Mareca penelope (A)
- Свищ американський, Mareca americana
- Крижень звичайний, Anas platyrhynchos
- Шилохвіст білощокий, Anas bahamensis
- Шилохвіст північний, Anas acuta
- Чирянка мала, Anas crecca
- Попелюх довгодзьобий, Aythya valisineria (A)
- Попелюх американський, Aythya americana (A)
- Чернь канадська, Aythya collaris
- Чернь морська, Aythya marila (A)
- Чернь американська, Aythya affinis
- Крех жовтоокий, Lophodytes cucullatus (A)
- Крех середній, Mergus serrator (A)
- Савка маскова, Nomonyx dominicus
- Савка американська, Oxyura jamaicensis

## Куроподібні(Galliformes)
Родина: Цесаркові (Numididae)
- Цесарка, Numida meleagris (I)

Родина: Токрові (Odontophoridae)
- Перепелиця віргінська, Colinus virginianus (I)

Родина: Фазанові (Phasianidae)
- Курка банківська, Gallus gallus (I)

## Фламінгоподібні(Phoenicopteriformes)
Родина: Фламінгові (Phoenicopteridae)
- Фламінго червоний, Phoenicopterus ruber

## Пірникозоподібні(Podicipediformes)
Родина: Пірникозові (Podicipedidae)
- Пірникоза домініканська, Tachybaptus dominicus
- Пірникоза рябодзьоба, Podilymbus podiceps

## Голубоподібні(Columbiformes)
Родина: Голубові (Columbidae)
- Голуб сизий, Columba livia (I)
- Голуб пурпуровошиїй, Patagioenas squamosa
- Голуб карибський, Patagioenas leucocephala
- Голуб антильський, Patagioenas inornata
- Горлиця садова, Streptopelia decaocto (I)
- Талпакоті строкатоголовий, Columbina passerina
- Голубок бурий, Geotrygon montana
- Голубок гаїтійський, Geotrygon leucometopia (E-DR)
- Голубок зеленоголовий, Geotrygon chrysia
- Zenaida asiatica(інші мови)
- Zenaida aurita(інші мови)
- Зенаїда північна, Zenaida macroura

## Зозулеподібні(Cuculiformes)
Родина: Зозулеві (Cuculidae)
- Ані товстодзьобий, Crotophaga ani
- Кукліло північний, Coccyzus americanus
- Кукліло мангровий, Coccyzus minor
- Кукліло чорнодзьобий, Coccyzus erythropthalmus (A)
- Піая гаїтянська, Coccyzus rufigularis (E-H)
- Тако гаїтянський, Coccyzus longirostris (E-H)

## Дрімлюгоподібні(Caprimulgiformes)
Родина: Дрімлюгові (Caprimulgidae)
- Анаперо віргінський, Chordeiles minor
- Анаперо антильський, Chordeiles gundlachii
- Пораке гаїтянський, Siphonorhis brewsteri (E-H)
- Дрімлюга каролінський, Antrostomus carolinensis
- Дрімлюга гаїтянський, Antrostomus ekmani (E-H)

Родина: Потуєві (Nyctibiidae)
- Поту ямайський, Nyctibius jamaicensis

## Серпокрильцеподібні(Apodiformes)
Родина: Серпокрильцеві (Apodidae)
- Свіфт західний, Cypseloides niger
- Свіфт болівійський, Streptoprocne zonaris
- Голкохвіст східний, Chaetura pelagica (A)
- Серпокрилець-крихітка антильський, Tachornis phoenicobia

Родина: Колібрієві (Trochilidae)
- Колібрі-манго антильський, Anthracothorax dominicus
- Колібрі рубіновогорлий, Archilochus colubris (A)
- Mellisuga minima(інші мови)
- Колібрі-смарагд гаїтянський, Riccordia swainsonii (E-H)

## Журавлеподібні(Gruiformes)
Родина: Пастушкові (Rallidae)
- Пастушок строкатий, Pardirallus maculatus
- Пастушок узбережний, Rallus crepitans
- Погонич каролінський, Porzana carolina
- Курочка латиноамериканська, Gallinula galeata
- Лиска американська, Fulica americana
- Султанка американська, Porphyrio martinica
- Погонич жовтоволий, Laterallus flaviventer
- Погонич американський, Laterallus jamaicensis

Родина: Арамові (Aramidae)
- Арама, Aramus guarauna

## Сивкоподібні(Charadriiformes)
Родина: Лежневі (Burhinidae)
- Лежень американський, Burhinus bistriatus

Родина: Чоботарові (Recurvirostridae)
- Himantopus mexicanus
- Чоботар американський, Recurvirostra americana (A)

Родина: Куликосорокові  (Haematopodidae)
- Кулик-сорока американський, Haematopus palliatus

Родина: Сивкові (Charadriidae)
- Сивка морська, Pluvialis squatarola
- Сивка американська, Pluvialis dominica
- Сивка бурокрила, Pluvialis fulva (A)
- Пісочник крикливий, Charadrius vociferus
- Пісочник канадський, Charadrius semipalmatus
- Пісочник жовтоногий, Charadrius melodus
- Пісочник довгодзьобий, Charadrius wilsonia
- Пісочник американський, Charadrius nivosus

Родина: Яканові (Jacanidae)
- Якана жовтолоба, Jacana spinosa

Родина: Баранцеві (Scolopacidae)
- Бартрамія, Bartramia longicauda
- Кульон середній, Numenius phaeopus
- Грицик канадський, Limosa haemastica
- Грицик чорнохвостий, Limosa fedoa
- Крем'яшник звичайний, Arenaria interpres
- Побережник ісландський, Calidris canutus (A)
- Побережник довгоногий, Calidris himantopus
- Побережник білий, Calidris alba
- Побережник чорногрудий, Calidris alpina
- Побережник канадський, Calidris bairdii (A)
- Побережник-крихітка, Calidris minutilla
- Побережник білогрудий, Calidris fuscicollis
- Жовтоволик, Calidris subruficollis (A)
- Побережник арктичний, Calidris melanotos
- Побережник довгопалий, Calidris pusilla
- Побережник аляскинський, Calidris mauri
- Неголь короткодзьобий, Limnodromus griseus
- Неголь довгодзьобий, Limnodromus scolopaceus (A)
- Бекас Вільсона, Gallinago delicata
- Actitis macularius
- Коловодник малий, Tringa solitaria
- Коловодник жовтоногий, Tringa flavipes
- Коловодник американський, Tringa semipalmata
- Коловодник строкатий, Tringa melanoleuca
- Плавунець довгодзьобий, Phalaropus tricolor
- Плавунець круглодзьобий, Phalaropus lobatus (A)

Родина: Поморникові (Stercorariidae)
- Поморник великий, Stercorarius skua (A)
- Поморник середній, Stercorarius pomarinus
- Поморник короткохвостий, Stercorarius parasiticus
- Поморник довгохвостий, Stercorarius longicaudus (A)

Родина: Мартинові (Laridae)
- Мартин трипалий, Rissa tridactyla (A)
- Мартин канадський, Chroicocephalus philadelphia (A)
- Leucophaeus atricilla
- Мартин ставковий, Leucophaeus pipixcan (A)
- Мартин делаверський, Larus delawarensis
- Мартин сріблястий, Larus argentatus
- Мартин чорнокрилий, Larus fuscus (A)
- Мартин морський, Larus marinus
- Крячок бурий, Anous stolidus
- Крячок строкатий, Onychoprion fuscata
- Крячок бурокрилий, Onychoprion anaethetus
- Крячок карибський, Sternula antillarum
- Крячок чорнодзьобий, Gelochelidon nilotica
- Крячок каспійський, Hydroprogne caspia
- Крячок чорний, Chlidonias niger
- Крячок рожевий, Sterna dougallii
- Крячок річковий, Sterna hirundo
- Крячок неоарктичний, Sterna forsteri
- Крячок королівський, Thalasseus maxima
- Крячок рябодзьобий, Thalasseus sandvicensis
- Водоріз американський, Rynchops niger

## Фаетоноподібні(Phaethontiformes)
Родина: Фаетонові (Phaethontidae)
- Фаетон білохвостий, Phaethon lepturus
- Фаетон червонодзьобий, Phaethon aethereus

## Буревісникоподібні(Procellariiformes)
Родина: Качуркові (Hydrobatidae)
- Океанник Вільсона, Oceanites oceanicus (A)
- Качурка північна, Oceanodroma leucorhoa (A)

Родина: Буревісникові (Procellariidae)
- Тайфунник кубинський, Pterodroma hasitata
- Буревісник великий, Ardenna gravis (A)
- Буревісник малий, Puffinus puffinus (A)
- Буревісник екваторіальний, Puffinus lherminieri (A)

## Лелекоподібні(Ciconiiformes)
Родина: Лелекові (Ciconiidae)
- Ябіру неотропічний, Jabiru mycteria
- Міктерія, Mycteria americana

## Сулоподібні(Suliformes)
Родина: Фрегатові (Fregatidae)
- Фрегат карибський, Fregata magnificens

Родина: Сулові (Sulidae)
- Сула жовтодзьоба, Sula dactylatra
- Сула білочерева, Sula leucogaster
- Сула червононога, Sula sula

Родина: Змієшийкові (Anhingidae)
- Змієшийка американська, Anhinga anhinga (A)

Родина: Бакланові (Phalacrocoracidae)
- Баклан вухатий, Phalacrocorax auritus
- Баклан бразильський, Phalacrocorax brasilianus (A)

## Пеліканоподібні(Pelecaniformes)
Родина: Пеліканові (Pelecanidae)
- Пелікан рогодзьобий, Pelecanus erythrorhynchos (A)
- Пелікан бурий, Pelecanus occidentalis

Родина: Чаплеві (Ardeidae)
- Бугай американський, Botaurus lentiginosus
- Бугайчик американський, Ixobrychus exilis
- Чапля північна, Ardea herodias
- Чепура велика, Ardea alba
- Чепура мала, Egretta garzetta (A)
- Чепура американська, Egretta thula
- Чепура блакитна, Egretta caerulea
- Чепура трибарвна, Egretta tricolor
- Чепура рудошия, Egretta rufescens
- Чапля єгипетська, Bubulcus ibis
- Чапля зелена, Butorides virescens
- Квак, Nycticorax nycticorax (A)
- Квак чорногорлий, Nyctanassa violacea

Родина: Ібісові (Threskiornithidae)
- Ібіс білий, Eudocimus albus
- Коровайка, Plegadis falcinellus
- Косар рожевий, Platalea ajaja

## Катартоподібні(Cathartiformes)
Родина: Катартові (Cathartidae)
- Катарта червоноголова, Cathartes aura

## Яструбоподібні(Accipitriformes)
Родина: Скопові (Pandionidae)
- Скопа, Pandion haliaetus

Родина: Яструбові (Accipitridae)
- Elanoides forficatus(інші мови) (A)
- Лунь американський, Circus hudsonius (A)
- Яструб неоарктичний, Accipiter striatus
- Ictinia mississippiensis(інші мови) (A)
- Канюк неоарктичний, Buteo jamaicensis
- Buteo ridgwayi(інші мови) (E-H)
- Канюк ширококрилий, Buteo platypterus (A)
- Канюк прерієвий, Buteo swainsoni (A)

## Совоподібні(Strigiformes)
Родина: Сипухові (Tytonidae)
- Сипуха, Tyto alba
- Сипуха гаїтянська, Tyto glaucops (E-H)

Родина: Совові (Strigidae)
- Сич американський, Athene cunicularia
- Сова темна, Asio stygius
- Сова болотяна, Asio flammeus

## Трогоноподібні(Trogoniformes)
Родина: Трогонові (Trogonidae)
- Трогон гаїтійський, Priotelus roseigaster (E-H)

## Сиворакшоподібні(Coraciiformes)
Родина: Тодієві (Todidae)
- Тоді широкодзьобий, Todus subulatus (E-H)
- Тоді вузькодзьобий, Todus angustirostris (E-H)

Родина: Рибалочкові (Alcedinidae)
- Рибалочка-чубань північний, Megaceryle alcyon

## Дятлоподібні(Piciformes)
Родина: Дятлові (Picidae)
- Добаш антильський, Nesoctites micromegas (E-H)
- Melanerpes striatus(інші мови) (E-H)
- Дятел-смоктун жовточеревий, Sphyrapicus varius

## Соколоподібні(Falconiformes)
Родина: Соколові (Falconidae)
- Боривітер американський, Falco sparverius
- Підсоколик малий, Falco columbarius
- Сапсан, Falco peregrinus

## Папугоподібні(Psittaciformes)
Родина: Папугові (Psittacidae)
- Калита сіроволий, Myiopsitta monachus (I)
- Аратинга ямайський, Eupsittula nana (I)
- Ара триколірний, Ara tricolor (вимер)
- Аратинга гаїтянський, Psittacara chloropterus (E-H)
- Амазон домініканський, Amazona ventralis (E-H)

## Горобцеподібні(Passeriformes)
Родина: Тиранові (Tyrannidae)
- Еленія антильська, Elaenia fallax
- Копетон чубатий, Myiarchus crinitus (A)
- Копетон острівний, Myiarchus stolidus
- Тиран сірий, Tyrannus dominicensis
- Тиран темноголовий, Tyrannus caudifasciatus
- Тиран мексиканський, Tyrannus forficatus (A)
- Тиран вилохвостий, Tyrannus savana (A)
- Піві лісовий, Contopus virens (A)
- Піві гаїтянський, Contopus hispaniolensis (E-Hisp)

Родина: Віреонові (Vireonidae)
- Віреон білоокий, Vireo griseus (A)
- Віреон плоскодзьобий, Vireo nanus (E-Hisp)
- Віреон жовтогорлий, Vireo flavifrons
- Віреон цитриновий, Vireo philadelphicus (A)
- Віреон світлобровий, Vireo gilvus (A)
- Віреон червоноокий, Vireo olivaceus
- Віреон чорновусий, Vireo altiloquus

Родина: Воронові (Corvidae)
- Ворона пальмова, Corvus palmarum
- Ворона антильська, Corvus leucognaphalus (E-H)

Родина: Ластівкові (Hirundinidae)
- Ластівка берегова, Riparia riparia (A)
- Білозорка річкова, Tachycineta bicolor
- Білозорка золотиста, Tachycineta euchrysea
- Ластівка північна, Stelgidopteryx serripennis (A)
- Щурик пурпуровий, Progne subis (A)
- Щурик кубинський, Progne cryptoleuca (A)
- Щурик антильський, Progne dominicensis
- Ластівка сільська, Hirundo rustica
- Ясківка білолоба, Petrochelidon pyrrhonota (A)
- Ясківка печерна, Petrochelidon fulva

Родина: Золотомушкові (Regulidae)
- Золотомушка рубіновочуба, Regulus calendula (A)

Родина: Пальмовикові (Dulidae)
- Пальмовик, Dulus dominicus (E-H)

Родина: Омелюхові (Bombycillidae)
- Омелюх американський, Bombycilla cedrorum (A)

Родина: Комароловкові (Polioptilidae)
- Комароловка сиза, Polioptila caerulea (A)

Родина: Пересмішникові (Mimidae)
- Пересмішник сірий, Dumetella carolinensis (A)
- Пересмішник жовтодзьобий, Margarops fuscatus
- Пересмішник багатоголосий, Mimus polyglottos

Родина: Дроздові (Turdidae)
- Солітаріо рудогорлий, Myadestes genibarbis
- Дрізд-короткодзьоб бурий, Catharus fuscescens (A)
- Дрізд-короткодзьоб канадський, Catharus bicknelli
- Дрізд-короткодзьоб Свенсона, Catharus ustulatus
- Дрізд лісовий, Hylocichla mustelina (A)
- Дрізд мандрівний, Turdus migratorius (A)
- Дрізд гаїтянський, Turdus swalesi (E-H)
- Дрізд карибський, Turdus plumbeus

Родина: Ткачикові (Ploceidae)
- Ткачик великий, Ploceus cucullatus (I)

Родина: Астрильдові (Estrildidae)
- Мунія іржаста, Lonchura punctulata (I)
- Мунія трибарвна, Lonchura malacca (I)
- Мунія чорноголова, Lonchura atricapilla (I)
- Бенгалик червоний, Amandava amandava (I) (A)

Родина: Горобцеві (Passeridae)
- Горобець хатній, Passer domesticus (I)

Родина: Плискові (Motacillidae)
- Щеврик американський, Anthus rubescens (A)

Родина: В'юркові (Fringillidae)
- Гутурама синьоголова, Chlorophonia musica
- Loxia megaplaga (E-H)
- Spinus dominicensis(інші мови) (E-H)

Родина: Passerellidae
- Багновець прерієвий, Ammodramus savannarum
- Бруант рудошиїй, Zonotrichia capensis
- Вівсянка саванова, Passerculus sandwichensis (A)
- Пасовка співоча, Melospiza melodia (A)
- Пасовка вохриста, Melospiza lincolnii (A)

Родина: Calyptophilidae
- Корніхон західний, Calyptophilus tertius (E-H)
- Корніхон східний, Calyptophilus frugivorus (E-H)

Родина: Phaenicophilidae
- Пальмагра чорноголова, Phaenicophilus palmarum (E-H)
- Пальмагра сіроголова, Phaenicophilus poliocephalus (E-H)
- Пісняр білокрилий, Xenoligea montana (E-H)
- Пісняр зеленохвостий, Microligea palustris (E-H)

Родина: Spindalidae
- Танагра домініканська, Spindalis dominicensis (E-H)

Родина: Icteriidae
- Іктерія, Icteria virens (А)

Родина: Трупіалові (Icteridae)
- Гоглу, Dolichonyx oryzivorus (A)
- Трупіал антильський, Icterus dominicensis (E-H)
- Трупіал садовий, Icterus spurius (A)
- Трупіал балтиморський, Icterus galbula
- Еполетник рудоплечий, Agelaius humeralis
- Вашер синій, Molothrus bonariensis
- Гракл великохвостий, Quiscalus mexicanus (A)
- Гракл антильський, Quiscalus niger

Родина: Піснярові (Parulidae)
- Смугастоволець оливковий, Seiurus aurocapilla
- Пісняр-борсучок, Helmitheros vermivorum
- Смугастоволець білобровий, Parkesia motacilla
- Смугастоволець річковий, Parkesia noveboracensis
- Червоїд золотокрилий, Vermivora chrysoptera (A)
- Червоїд жовтоголовий, Vermivora cyanoptera
- Пісняр строкатий, Mniotilta varia
- Пісняр жовтий, Protonotaria citrea
- Пісняр бурий, Limnothlypis swainsonii (A)
- Червоїд світлобровий, Leiothlypis peregrina (A)
- Червоїд сіроголовий, Leiothlypis ruficapilla (A)
- Цитринка сіровола, Leirornis agilis
- Цитринка чорновола, Geothlypis philadelphia (A)
- Цитринка жовтогорла, Geothlypis formosa (A)
- Жовтогорлик північний, Geothlypis trichas
- Болотянка чорногорла, Setophaga citrina
- Пісняр горихвістковий, Setophaga ruticilla
- Пісняр-лісовик рудощокий, Setophaga tigrina
- Пісняр північний, Setophaga americana
- Пісняр-лісовик канадський, Setophaga magnolia
- Пісняр-лісовик каштановий, Setophaga castanea (A)
- Пісняр-лісовик рудоволий, Setophaga fusca (A)
- Пісняр-лісовик золотистий, Setophaga petechia
- Пісняр-лісовик рудобокий, Setophaga pensylvanica (A)
- Пісняр-лісовик білощокий, Setophaga striata
- Пісняр-лісовик сизий, Setophaga caerulescens
- Пісняр-лісовик рудоголовий, Setophaga palmarum
- Пісняр-лісовик сосновий, Setophaga pinus
- Пісняр-лісовик жовтогузий, Setophaga coronata
- Пісняр-лісовик чорнощокий, Setophaga dominica
- Пісняр-лісовик прерієвий, Setophaga discolor
- Пісняр-лісовик чорногорлий, Setophaga virens
- Болотянка строкатовола, Cardellina canadensis (A)
- Болотянка мала, Cardellina pusilla (A)

Родина: Кардиналові (Cardinalidae)
- Піранга пломениста, Piranga rubra (A)
- Піранга кармінова, Piranga olivacea
- Піранга жовтогуза, Piranga ludoviciana (A)
- Кардинал-довбоніс червоноволий, Pheucticus ludovicianus
- Скригнатка синя, Passerina caerulea (A)
- Скригнатка індигова, Passerina cyanea
- Скригнатка райдужна, Passerina ciris (A)

Родина: Саякові (Thraupidae)
- Цереба, Coereba flaveola
- Потрост золотогорлий, Tiaris olivaceus
- Вівсянка-снігурець велика, Melopyrrha violacea
- Потрост чорноволий, Melanospiza bicolor